# Georges de Layens
Georges de Layens ( * 1834 - octubre de 1897) fue un naturalista, botánico y apicultor francés, laureado en la Academia de Ciencias Francesa, conocido por numerosos libros sobre botánica y también en el campo de la apicultura, en donde recogía sus estudios y experimentos. 
Inventó la colmena horizontal que lleva su nombre colmena Layens, esta colmena es utilizada hasta la actualidad en virtud que facilita el manejo en transhumancia en virtud que no lleva alzas melarias. La misma es cámara de cría y alza melaria a la vez. La colmena Layens da paso día a día a las colmenas verticales, tipo colmena Langstroth, dado que las mismas no tienen un volumen definido, pudiendo ser ampliadas a medida que el apicultor detecta que la colonia necesita espacio.
Existen numerosas colmenas horizontales, de más o menos cuadros, con mayor y menor volumen, con diferentes tamaños, lados inclinados o rectos, según utilicen cuadro móvil o no. Pero este tipo de colmena siempre tienen una característica, es la imposibilidad de ampliar su volumen, por el agregado de alzas.
Junto con Gaston Bonnier escribieron:
- Cours complet d'apiculture. Ed. Paul Dupont, Paris, 1897
- Nouvelle flore du Nord de la France et de la Belgique pour la détermination facile des plantes sans mots techniques. Tome I. Tableaux synoptiques des plantes vasculaires de la flore de la France. Ed. Paul Dupont, Paris, 1894

La colmena Layens fue perfeccionada por Jean Hurpin.

## Obras de apicultura
1. Bonnier, G; G de Layens. 1882. Sur l'attraction des abeilles par les couleurs. Ed. Paris 1882
2. Layens, G; G Bonnier. 1854. Cours complet d'apiculture (Culture des abeilles). Ed. Paris: Librairie générale de l'enseignement, 1854
3. Layens, G. Conseils aux apiculteurs. Ed. Paris: Paul Dupont, 1800-1986
4. Layens, G. 1882. Elevage des abeilles: par les procédés modernes pratique et theorie. Ed. Paris : A. Goin
5. Layens, G. 1885. Les abeilles: pratique de leur culture: miel, cire, hydromel. Ed. Paris: Paul Dupont
6. Layens, G. 1900. Le rucher illustre, erreurs á áviter et conseils á suivre. Ed. Paris, Paul Dupont
7. Layens, G. 1900. Elevage des abeilles par les procédés modernes; théorie et pratique en dix-sept leçons. Ed. Paris, Goin
8. Layens, G. 1879. Elevage des abeilles par les procédés modernes, théorie et pratique en dix-sept lecons. Ed. Paris, Librairie central d'agriculture et de jardinage
9. Layens, G; G Bonnier. 1906. L'hydromel vin hydromellisé, cidre hydromellisé, eau-de-vie de miel, vinaigre de miel. Ed. Paris: Librairie générale de l'enseignement
10. Layens, G; G Bonnier. 1907. Curso completo de apicultura: (cultivo de las abejas). Ed. Barcelona: F. Granada
11. Bonnier, G; G Layens. 1907. Le socialisme chez les abeilles: conférence faite á l'Institut général psychologique le 21 décembre 1907. Ed. Paris: Au siége de la société

## Libros
1. Curso completo de apicultura : (cultivo de las abejas). Georges de Layens; Gaston Bonner. Editorial: Barcelona. 1904. Reeditado por Editorial MAXTOR en 2008 ISBN 84-9761-472-0    (http://books.google.es/books?id=-gvupZfE3NYC&pg=PA143&dq=curso+completo+de+apicultura+g.+de+layens&hl=es&sa=X&ei=_0srUpigE4mM7AbGhYHoDg#v=onepage&q=curso%20completo%20de%20apicultura%20g.%20de%20layens&f=false)
2. Curso completo de apicultura : (cultivo de las abejas). Georges de Layens; Gaston Bonner. Editorial: Barcelona: F. Granada, 1907
3. Le rucher illustre: erreurs a eviter et conseils a suivre. G de Layens. Editorial: Paris; Paul Dupont, 1910
4. Les abeilles: pratique de leur culture : miel, cire, hydromel. G de Layens. Editorial: Paris: Paul Dupont, 1885
5. Le rucher illustre, erreurs à éviter et conseils à suivre. G de Layens. Editorial: Paris, Paul Dupont. 1900
6. Nouvelle flore. G Bonnier; G de Layens. Ed. Belin. reeditado 1985. 285 pp. ISBN 2-7011-1001-7
7. Petite flore. G Bonnier; G de Layens. Ed. Belin. reeditado 1986. 143 pp. ISBN 2-7011-1004-1
8. Claves Para La Determinación De Plantas Vasculares.

G Bonnier; G de Layens. Ed. Omega. reeditado 1997. 448 pp. ISBN 84-282-0796-8
- La abreviatura «Layens» se emplea para indicar a Georges de Layens como autoridad en la descripción y clasificación científica de los vegetales.[1]

## Fuente
- Benoît Dayrat. 2003. Les Botanistes et la Flore de France, trois siècles de découvertes. Publicación científica del Museo Nacional de Historia natural : 690 pp.
- http://es.beekeeping.wikia.com/wiki/George_M._Layens

- Wikispecies tiene un artículo sobre Georges de Layens.

- «Georges de Layens». Índice Internacional de Nombres de las Plantas (IPNI). Real Jardín Botánico de Kew, Herbario de la Universidad de Harvard y Herbario nacional Australiano (eds.).

- Datos: Q3103705
- Multimedia: Georges de Layens / Q3103705
- Especies: Georges de Layens

1. ↑  Todos los géneros y especies descritos por este autor en IPNI.